# PBR-520 Streljko
PBR-520 Streljko je bila ena od patruljnih ladij razreda Kraljevica, zgrajenih za Jugoslovansko vojno mornarico.
Patruljne ladje tega razreda so bile prvenstveno namenjene protipodmorniškemu bojevanju, patruljiranju ob morski meji, morebitni podpori desantom in protidesantni obrambi. Patruljne ladje druge, izboljšane serije, so bile zgrajene v letih od 1954 do 1957 v Titovem brodogradilištu v Kraljevici.

## Zgodovina
PBR-520 Streljko je bil v Titovi ladjedelnici v Kraljevici splavljen 3. marca 1955, dokončan in predan Jugoslovanski vojni mornarici pa 1. novembra tega leta. Ladja je bila iz uporabe dana in odpisana leta 1988.
Nekaj plovil tega razreda je bilo leta 1959 podarjenih nekaterim državam tedanjega Gibanja neuvrščenih, po dve Bangladešu in Sudanu, šest Indoneziji in eno Etiopiji, tako da jih je v službi Jugoslovanske vojne mornarice ostalo samo osemnajst.
Prvih šest patruljnih ladij izboljšane serije Č01/B je bilo predanih indonezijski mornarici, ostalih šest pa je dobilo imena nekdanjih partizanskih čolnov iz obdobja druge svetovne vojne: Miran (PBR-519), Streljko (PBR-520), Marjan (PBR-521), Napredak (PBR-522), Naprijed (PBR-523) in Proleter (PBR-524).
Vse jugoslovanske patruljne ladje razreda Kraljevica so bile aktivne v obdobju Tržaške krize, med arabsko-izraelsko vojno in v obdobju zasedbe Češkoslovaške leta 1968. Pogosto so tudi spremljale plovila maršala Tita med plovbami po Jadranu, ali pa so skrbele za zaščito Brionskega otočja, posebej med obiski znanih osebnosti pri Titu na Vangi in na Velikem Brionu, prav tako pa so sodelovala na več pomorskih vajah v letih 1972, 1974, 1977, 1980 in 1984.

## Opis in konstrukcija
Druga, izboljšana serija, označena s Č01/B, je obsegala dvanajst ladij (PBR 513 - PBR 524). Te ladje so bile nekoliko daljše od predhodnih (43,5 m) in so imele ugrez 2,0 m. Tudi dizelska motorja sta bila pri nekaterih ladjah te serije močnejša (skupaj 3400 KM oz. 2500 kW)*, tako da so lahko, tudi zaradi izboljšane in malo ožje oblike trupa, dosegla največjo hitrost 19 vozlov.